# Turpange
Turpange (en allemand : Turpingen, en luxembourgeois : Tiirpen) est un village de la commune belge de Messancy située en Région wallonne dans la province de Luxembourg.
Il fait partie de la section de Messancy.

## Histoire

### Origines

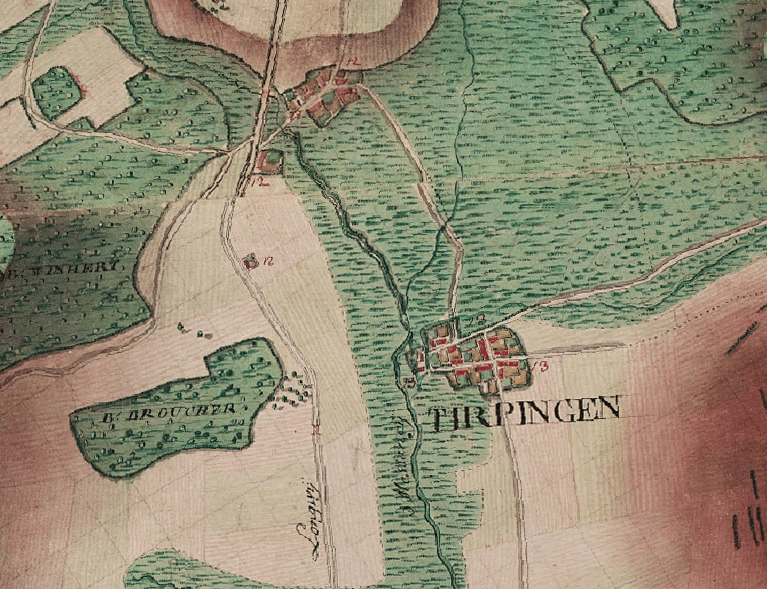
Turpange et Differt sur la carte de Ferraris, en 1777.

Le village de Turpange se situe juste à l’ouest du tracé de la chaussée romaine de Metz à Tongres qui reliait autrefois l'oppidum du Titelberg à la ville d'Orolaunum (aujourd'hui Arlon). Toutefois, aucune trace de fondation du village a l’époque romaine n’a été retrouvée.
En 1309, soit à l’époque du comté de Luxembourg, Turpange est mentionné en tant que village appartenant à la « franche-ville » de Sélange, située dans la châtellenie d’Arlon. S'y trouvaient un four et un moulin en aval du confluent de la Messancy et du Schwewerbach.
En 1501, Turpange compte 6 ménages, mais en 1558, le moulin de Turpange est incendié par l'armée française du roi Henri II. Le dénombrement de 1656 déclare le village comme étant abandonné. Pendant la période autrichienne, une nouvelle route reliant Arlon à Longwy est érigée entre 1727 et 1772, sous le règne de l'impératrice Marie-Thérèse : elle pose les bases du tracé de ce qui deviendra la route nationale 883 puis la route nationale 81 qui borde toujours l'ouest du village sur un axe nord-sud. Le calvaire dit de la Sainte-Trinité date de 1770, le village dépend alors de la paroisse de Sélange et ne possède pas d'église : les pratiquants du culte catholique se rendent à la Klaus lieu-dit entre Sélange et Turpange où se trouve un ermitage, une église paroissiale et un cimetière desservant les deux entités. En 1777, Turpange est mentionné sur la carte de Ferraris.

### Période française puis grand-ducale
Après la Révolution française de 1789, les troupes révolutionnaires tentent une première fois d'annexer la région en 1793. Une bataille a lieu à Arlon le 9 juin et, au passage, les français détruisent l'église paroissiale de la Klaus. Ils sont repoussés par l'armée impériale autrichienne mais la seconde annexion française des États de Belgique de 1795 se révèle fructueuse et confirme le rattachement de Turpange comme section de la commune de Sélange, au même titre que Differt. Lors de la vente des biens nationaux par le régime français, le moulin de Turpange est considéré comme appartenant au gouvernement autrichien et il est estimé, le 23 ventôse an V (13 mars 1797) à 9 150 francs. Il est vendu le 27 mai suivant à Louis Hedin de Luxembourg puis change plusieurs fois de propriétaire avant d'être acheté par Jean-Bernard Marlet.
Après la reconquête des territoires lors de la guerre de la Sixième Coalition, le congrès de Vienne réunit, dès 1815, les anciens départements français du duché de Luxembourg sous la forme d'un grand-duché : le Grand-duché de Luxembourg. Celui-ci appartient alors à Guillaume d'Orange-Nassau, qui est aussi le souverain du Royaume-uni des Pays-Bas, nouvel état également créé au même moment.
En 1821, le cadastre désigne la parcelle abritant le moulin comme étant dénommée « Auf Letscht ». En 1823, Turpange est rattachée à la commune de Messancy (tout comme Differt et Sélange).

### Période belge
Après la révolution belge, le Gouvernement provisoire de Belgique annexe unilatéralement le Grand-duché de Luxembourg dès le 16 octobre 1830 et de nombreux luxembourgeois se joignent à la guerre belgo-néerlandaise, menée contre la politique de Guillaume Ier, qui est également le grand-duc de Luxembourg. Un corps franc luxembourgeois est d'ailleurs formé par Jean-Bernard Marlet, propriétaire du moulin de Turpange. A l'issue du conflit et de la « question du Luxembourg », le traité des XXIV articles est signé le 19 avril 1839 et acte la scission du Luxembourg sur base de critères linguistiques : le « quartier wallon », de langues romanes (à l'ouest) est laissé à la Belgique en créant la province de Luxembourg, tandis que la partie orientale, de langues germaniques, est rendue à la maison d'Orange-Nassau, en union personnelle avec ce que sont alors les Pays-Bas actuels.
Tout comme l'entièreté du Pays d'Arlon (sous-région culturelle de patois luxembourgeois, l'Areler), Turpange aurait logiquement du revenir au Grand-duché, mais, lors des négociations de la conférence de Londres, le représentant plénipotentiaire du roi des français, Talleyrand, insista pour que la route d'Arlon à Longwy (future nationale 81), demeure hors du contrôle de la confédération germanique, dont le Grand-duché était alors un état-membre. La frontière entre la Belgique et le Luxembourg fut ainsi délimitée lors de la Convention des limites de 1843 et Turpange y demeura depuis du côté belge.
Une scierie est adjointe au moulin en 1842 ainsi qu'une nouvelle huilerie. A cette époque, Turpange compte 45 maisons et 252 habitants. En 1843, la population de Turpange n’ayant pas eu de suite favorable à une requête auprès du conseil communal de Messancy, s’adresse au roi des belges, Léopold Ier, afin de lui demander la construction d’une église, d’un presbytère et d’une école. Après avoir obtenu gain de cause, les plans des bâtiments sont réalisés par l’architecte provincial Albert Jamot dès 1851. La paroisse de Turpange est placée sous la patronage de Saint-Hubert et, en 1864, une nouvelle chapelle est édifiée à la Klaus, dédiée à Notre-Dame de Lösbruck.
En 1853, la population du village est de 307 habitants. En 1862 la Grande compagnie du Luxembourg inaugure la ligne 167 qui passe à l'est du village et crée un passage à niveau sur la route qui mène à Sélange (rue de la Klaus). La gare de Turpange est mise en service en 1886.
Lors de la Première guerre mondiale, les troupes de l'armée allemande arrivent dans la région dès le 20 août 1914. Un monument aux morts est érigé au croisement de la rue de la Halte et de la rue des Tisserands, en mémoire des quatre victimes du village décédées lors des deux conflits mondiaux (deux lors de chacune des guerres).
En 1966 le clocher de l'église est remplacé par la tour actuelle car il menaçait de s’effondrer. 
En octobre 1974, l'enseigne Carrefour inaugure l'un des premiers hypermarchés de la région qui s'installe le long de la N81. Il deviendra le shopping Cora actuel, situé sur le zoning industriel et commercial du Triangle à l'est du village, vers Differt.
En 1984, la gare de Turpange est fermée.

## Géographie
Turpange se trouve dans le Sud de la Belgique à proximité des frontières française et luxembourgeoise. Le village est bordé à l’ouest par la route nationale 81 reliant Arlon et Aubange, ainsi que par la Messancy, un affluent de la Chiers.

### Cours d'eau
Le ruisseau Schwewerbach venant de Hondelange traverse l’ouest du village, juste derrière le centre commercial, pour aller se jeter dans la Messancy au sud-ouest du village.

## Toponymie
- Turpenges (1287).

## Langues
Le village se trouvant en Pays d'Arlon, la langue régionale endogène est le luxembourgeois, langue nationale de son voisin le Grand-Duché de Luxembourg.

## Démographie
Turpange compte, au 1er janvier 2020, 520 habitants (245 hommes et 275 femmes).

## Bâtiments et monuments
- l’église, dédiée à saint Hubert[9]
- les vestiges d’une chaussée romaine de Metz à Tongres dans les bois de la Klaus.
- un vieux moulin
- une fontaine
- un monument aux morts de la Seconde Guerre mondiale
- le calvaire de la Trinité, classé
- l’ancienne gare sur la ligne ferroviaire 167

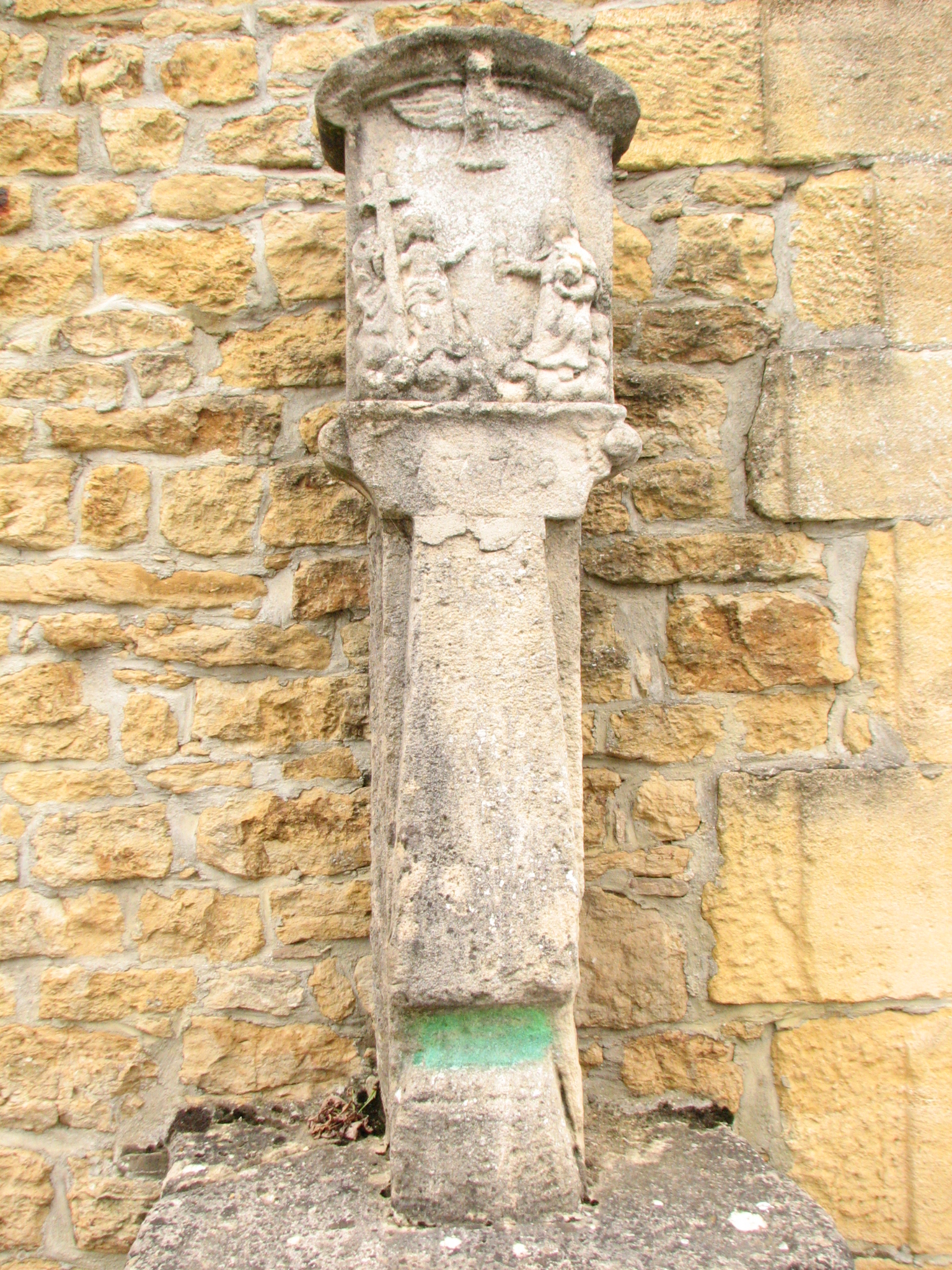
Le calvaire de la Trinité

## Économie
Le long de la route nationale 81, à l'est du village, se trouve un centre commercial important abritant un magasin Cora et une galerie marchande, ainsi que d’autres commerces de part et d’autre.

## Transports

### Rail
La ligne ferroviaire 167 Autelbas-Athus borde le village à l’est et le sépare au sud du village de Messancy qui lui est contigu. Autrefois, Turpange disposait d'une gare, aujourd'hui fermée.

## Personnalités liées
- André Schmitz résida longtemps à Turpange et y décéda le 15 janvier 2016.